# Marcus Bagley
Marcus Bagley, född 23 oktober 2001 i Tempe i Arizona, är en amerikansk professionell basketspelare (SF) som spelar för Philadelphia 76ers i National Basketball Association (NBA).
Han blev aldrig NBA-draftad.
Innan Bagley blev proffs studerade han vid Arizona State University och spelade för deras idrottsförening Arizona State Sun Devils.
Han är bror till Marvin Bagley III och barnbarn till Joe Caldwell.